# Detoksykacja
Detoksykacja, potocznie detoks (łac. detoxicatio znaczy „usuwanie toksyny”) – sposób leczenia uzależnień polegający na nagłym odstawieniu danej substancji psychoaktywnej, w połączeniu z terapią farmakologiczną lub psychologiczną.
W przypadku zatrucia uzależnienia od alkoholu mówi się również o „odtruwaniu poalkoholowym”. Dotyczy ono osób przewlekle spożywających alkohol, u których na skutek przerwania ciągu alkoholowego i spadku jego poziomu występują objawy zespołu abstynencyjnego, nie dotyczy natomiast usunięcia alkoholu z organizmu. Postępowaniem leczniczym jest tu uzupełnianie niedoborów elektrolitowych, podawanie witamin z grupy B, oraz leczenie objawów zespołu abstynencyjnego (lęku, drżenia, a w znacznie nasilonym przebiegu zaburzeń świadomości).
Detoksykacja jest przeprowadzana w skrajnych przypadkach, w których pacjent nie ma szans na odstawienie używki samodzielnie.

Przeczytaj ostrzeżenie dotyczące informacji medycznych i pokrewnych zamieszczonych w Wikipedii.